# Hubert von Meyerinck (Generalleutnant)
Hubert Ludwig Otto von Meyerinck (* 28. Juni 1827 in Lödderitz; † 5. April 1900 in Potsdam) war ein preußischer Generalleutnant und Militärschriftsteller.

## Leben

### Herkunft
Er war Angehöriger derer von Meyerinck sowie der Sohn von Heinrich von Meyerinck (1786–1848) und dessen Ehefrau Pauline Christiane Sophie, geborene von Rauchhaupt (1790–1854).

### Militärkarriere
Meyerinck besuchte ab 1838 die Kadettenanstalten in Potsdam und Berlin. Auf Antrag seines Vaters schied er jedoch zum 31. März 1844 aus. Am 4. Mai 1845 trat Meyerinck als Füsilier in das 1. Garde-Regiment zu Fuß der Preußischen Armee ein. Dort wurde er am 15. Januar 1846 zum Portepeefähnrich ernannt und ihm am 13. Februar 1847 der Charakter als Sekondeleutnant verliehen. Als solcher nahm er 1848 an der Niederschlagung der Barrikadenkämpfen in Berlin teil. Am 10. Mai 1849 wurde Meyerinck mit Patent vom 13. Februar 1847 zum Sekondeleutnant befördert. Für ein halbes Jahr ließ er sich ab April 1856 beurlauben, um England, Frankreich und die Schweiz zu bereisen. Nach seiner Beförderung zum Premierleutnant im Mai 1857 kommandierte man Meyerinck ab 1. Oktober 1857 für ein Jahr zum Garde-Husaren-Regiment in Potsdam und versetzte ihn anschließend dorthin. Als Rittmeister und Eskadronchef nahm er 1864 während des Krieges gegen Dänemark an den Gefechten an der Eider, bei Eckernförde, Missunde und Fredericia teil. Seine Leistungen wurden dabei durch die Verleihung des Roten Adlerordens IV. Klasse mit Schwertern gewürdigt.
Meyerinck nahm 1866 mit seinem Regiment auch am Krieg gegen Österreich teil und kam dabei in den Kämpfen bei Soor, Königinhof sowie der Schlacht bei Königgrätz zum Einsatz. Nach dem Friedensschluss wurde Meyerinck im Mai 1867 Major und trat am 22. März 1868 zum Regimentsstab über. In dieser Funktion kämpfte er 1870/71 während des Krieges gegen Frankreich bei Gravelotte, Beaumont, Sedan, an der Hallue, bei Bapaume und Saint-Quentin sowie während der Belagerung von Paris.
Ausgezeichnet mit dem Eisernen Kreuz II. Klasse wurde Meyerinck nach dem Frieden von Frankfurt am 12. Dezember 1871 zum Kommandeur des 2. Hessischen Husaren-Regiments Nr. 14 in Kassel ernannt. In dieser Funktion folgten am 18. Januar 1872 die Beförderung zum Oberstleutnant und am 19. September 1874 zum Oberst. Mit der Regimentsuniform sowie dem Rang und den Gebührnissen als Brigadekommandeur wurde Meyerinck am 12. Juni 1880 zu den Offizieren von der Armee versetzt und zur Vertretung des Kommandeurs der 12. Kavallerie-Brigade kommandiert. Unter Stellung à la suite seines ehemaligen Regiments ernannte man ihn am 9. Oktober 1880 zum Kommandeur der 29. Kavallerie-Brigade in Freiburg im Breisgau. In dieser Stellung am 18. Januar 1881 zum Generalmajor befördert, erhielt Meyerinck am 16. September 1885 den Stern zum Kronenorden II. Klasse. Unter Verleihung des Charakters als Generalleutnant wurde er schließlich am 12. November 1885 mit der gesetzlichen Pension zur Disposition gestellt. In nachmaliger Würdigung seiner Verdienste erhielt er am 22. März 1897 den Stern zum Roten Adlerorden II. Klasse mit Eichenlaub und Schwertern.
Meyerinck verfasste auch einige Werke zur Militärgeschichte.

### Familie
Er verheiratete sich am 12. November 1857 in Neubeesen mit Gertrud Dietze (* 7. Juli 1837). Das Paar hatte folgende Kinder:
- Friedrich Karl Louis Richard (* 30. Oktober 1858; † 1928), preußischer Hauptmann im Garde-Jäger-Bataillon ⚭ Caroline von Hoppenstedt (1868–1940) Eltern von Hubert von Meyerinck
- Wally Pauline Luise (* 11. Oktober 1862)

## Werke
- Das königlich preussische Garde-Husaren-Regiment und seine Abstammung von der Garde-Normal-Husaren-Escadron des leichten Garde-Cavallerie-Regiments und dem ostpreussischen National-Cavallerie-Regiment.  Döring, Potsdam 1869. (Digitalisat)
- Die Thätigkeit der Truppen während der Berliner Märztage des Jahres 1848. In: Beiheft zum Militär-Wochenblatt. E. S. Mittler & Sohn, Berlin 1891, S. [99]–168.
- Die Strassenkämpfe in Berlin am 18. und 19. März 1848. Voigtländer, Leipzig 1911.